# (49481) Gisellarubini
(49481) Gisellarubini est un astéroïde de la ceinture principale.

## Description
(49481) Gisellarubini est un astéroïde de la ceinture principale. Il fut découvert le 24 janvier 1999 à Monte Agliale par Matteo Santangelo. Il présente une orbite caractérisée par un demi-grand axe de 3,10 UA, une excentricité de 0,13 et une inclinaison de 1,2° par rapport à l'écliptique.

## Compléments